# František Kravák
František Kravák (10. září 1889, Mostkovice – 24. května 1943, Berlín-Plötzensee) byl důstojníkem československých legií, československé armády a významnou osobností protifašistického odboje v řadách Obrany národa.

## Život
Po studiu na prostějovské reálce (1901–1909) absolvoval jako jednoroční dobrovolník školu pro důstojníky v záloze a do mobilizace v roce 1914 pracoval u firmy Baťa. Na ruské frontě přeběhl 28. prosince 1914 u Tarnowa k Rusům a do 28. února 1916 pobýval v zajateckých táborech v Kazalinsku a v Taškentu. Přihlásil se do legií a v Kyjevě nastoupil 23. června 1916 činnou službu u 1. československého střeleckého pluku. Později byl odbočkou Československé národní rady pověřen náborem nováčků v zajateckých táborech. Jako velitel čety v hodnosti podporučíka se zúčastnil bitvy u Bachmače a po dalších bojových zkušenostech se dostal až na sibiřskou magistrálu.
Do Československa přicestoval v roce 1920 v hodnosti majora ruských legií a působil pak jako vojenský pedagog v Olomouci a v Hranicích. Později působil ve velitelských funkcích v Olomouci a od roku 1937 na ministerstvu obrany, kde se později podílel na organizaci odchodu bývalých důstojníků do zahraničí a jejich umísťování ve státní správě s přihlédnutím k potřebám odboje.
Jako příslušník Obrany národa dostal, po odhalení stop k organizaci Gestapem a následné vlně zatýkání, od velitele ON, generála Bílého, pokyn k emigraci, byl však při pokusu o přechod hranice u Strážnice zatčen a až do své smrti vězněn. 18. ledna 1943 byl odsouzen k trestu smrti a v květnu téhož roku popraven. Urna s jeho popelem byla uložena do rodinné hrobky v Mostkovicích až 13. června 2011.
Na jeho rodném domě je umístěna pamětní deska, jejímž autorem je sochař a medailér Jan Tříska.

## Vyznamenání
| * 1918 – | Medaile Jana Žižky z Trocnova                 |
| * 1919 – | Řád sv. Stanislava III. stupně s meči a mašlí |
| * 1920 – | Československá revoluční medaile              |
| * 1921 – | Československý válečný kříž 1914–1918         |
| * 1921 – | Československá medaile Vítězství              |
| * 1946 – | Československý válečný kříž 1939 (i.m.)       |

In memoriam
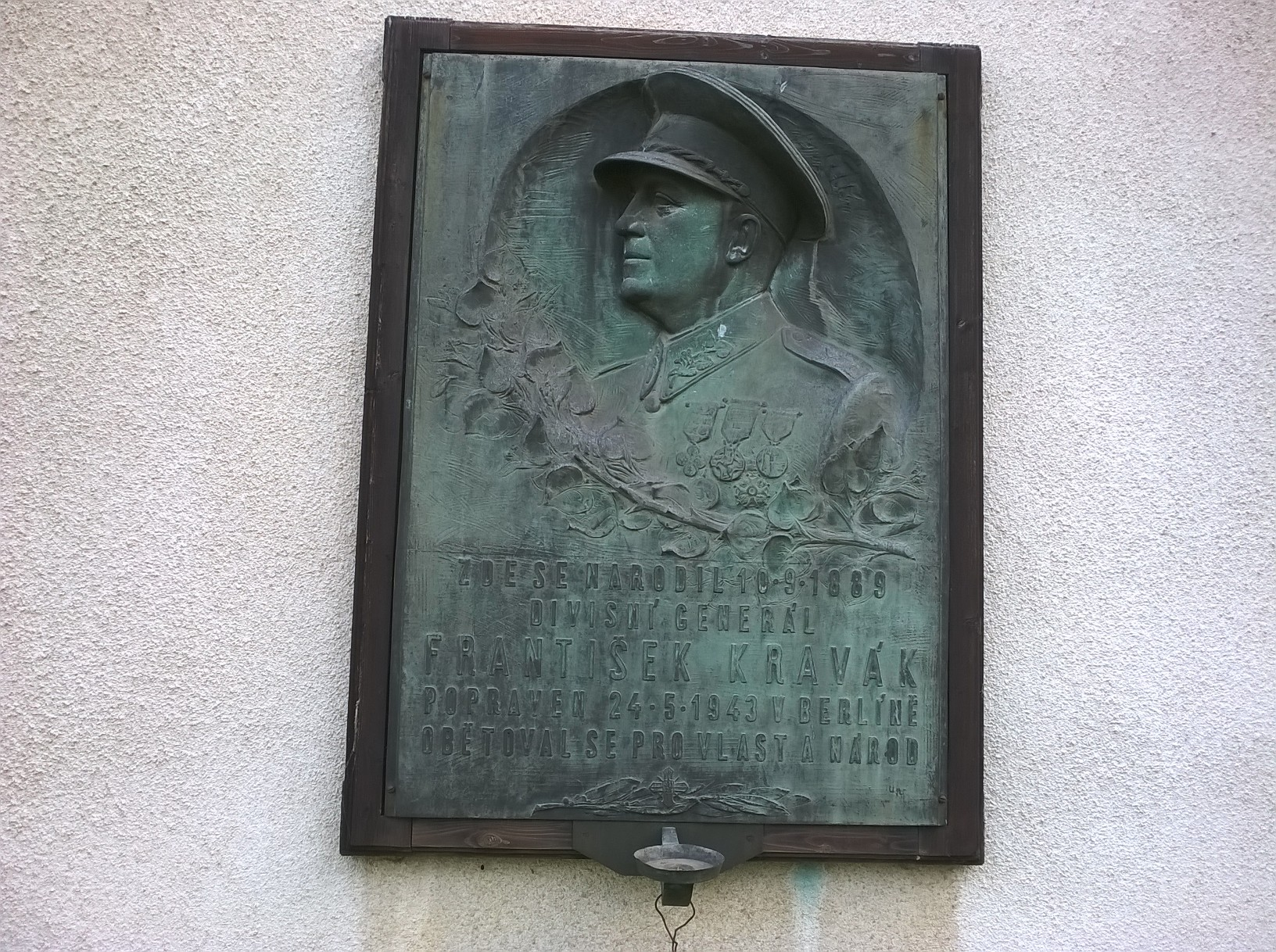
Pamětní deska na rodném domě
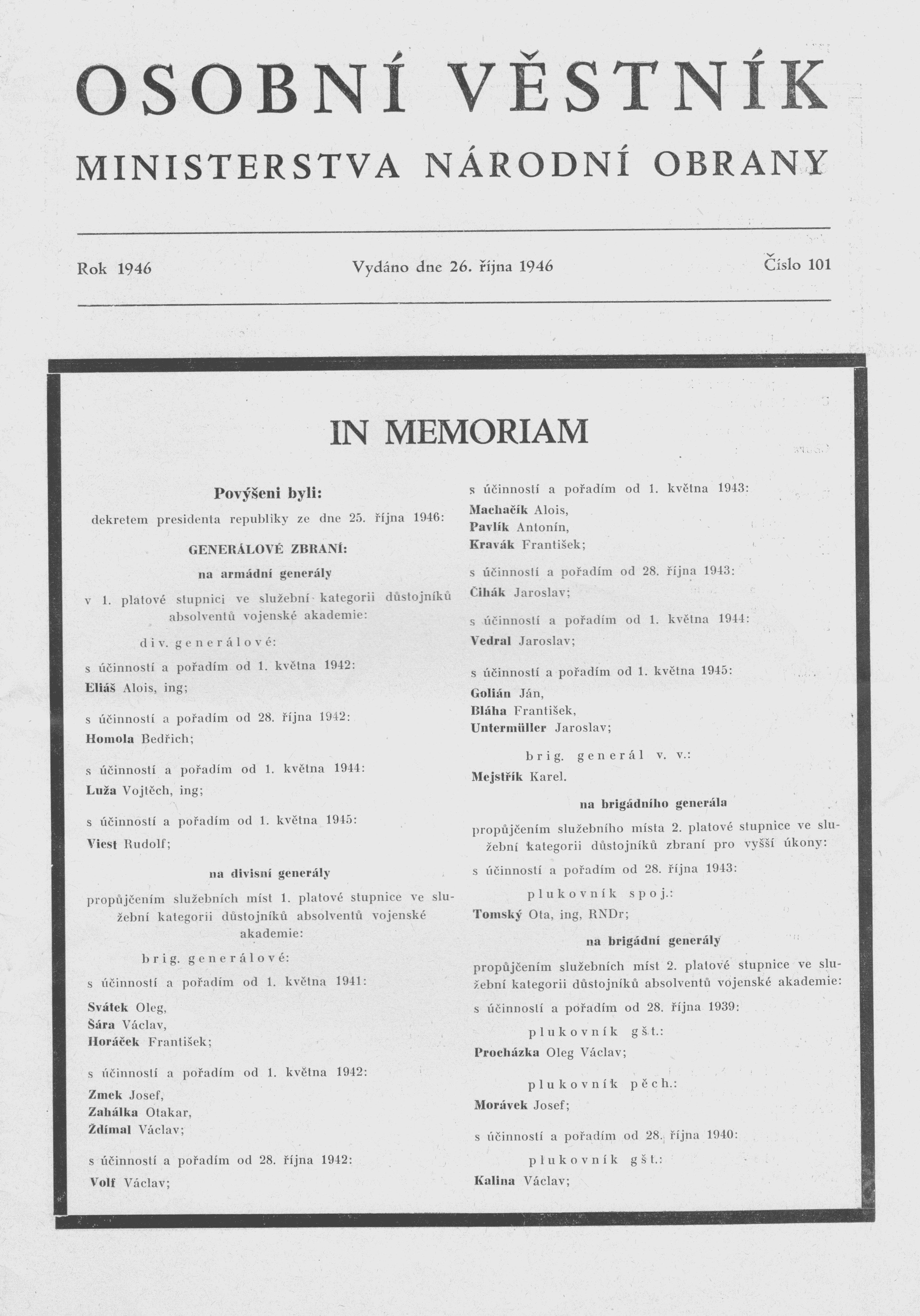
Osobní věstník MNO číslo 101 ze dne 26. října 1946 titulní strana – povýšení do hodnosti divizního generála